# Азійська кухня
Азійська кухня (східноазійська кухня) — узагальнюючий термін, використовуваний, як правило, для загальної назви кухонь східної, південної, та південно-східної Азії. Кухні країн островів Тихого океану зазвичай не включаються в це поняття, також як і кухні інших регіонів Азії — західної і середньої Азії.
Одними з основних продуктів азійської кухні є рис і локшина. Для азійської кухні характерні велика кількість приправ, гострі страви, страви з низьким вмістом жирів, соєві продукти. Один з поширених способів приготування їжі — смаження в невеликій кількості дуже гарячої олії.
Азійська кухня включає в себе, зокрема, наступні кухні:

## Центральна Азія
- Казахська кухня
- Киргизька кухня
- Монгольська кухня
- Таджицька кухня
- Туркменська кухня
- Узбецька кухня

## Східна Азія
- Китайська кухня
- Японська кухня
- Тайванська кухня
- Корейська кухня
- Гонконзька кухня

## Південно-Східна Азія
- Індонезійська кухня
- Малайзійська кухня
- Філіппінська кухня
- Тайська кухня
- В'єтнамська кухня
- Сінгапурська кухня

## Південна Азія
- Індійська кухня
- Пакистанська кухня
- Непальська кухня
- Бірманська кухня
- Ланкійська кухня
- Тибетська кухня